# Авангард (кінематограф)

Плакат до фільму Луїса Бунюеля «Андалузький пес»

Аванга́рд (фр. Avant-garde, від фр. avant перед і фр. gard охорона, гвардія) — течія у кінематографі, найтіснішим чином пов'язана із загальноноваторськими тенденціями, що дістали бурхливий розвиток у європейському театрі, живопису й літературі 1920-х років у Франції, Німеччині, Росії.
Термін «Авангард» іноді використовується як синонім поняття «Експериментальний кінематограф», проте має і вужче значення, що історично склалося, і що є предметом цієї статті.
Діяльність кіноавангардистів пов'язана з розробкою теорії кінематографа, заснованою на теорії інших мистецтв.

## Французький авангард

### Кіноімпресіонізм («перший авангард»)
Французький авангард 1920-1930-х років у багатьох відношеннях став продовжувачем традицій французьких кіноімпресіоністів. Саме кіноімпресіоністи, під керівництвом Луї Деллюка, першими підняли бунт проти комерційного кінематографу, який бездумно копіював твори театру і літератури.
Термін «кіноімпресіонізм», (за аналогією з імпресіонізмом, що перевернув уявлення про живопис) введений Анрі Ланглуа, був прийнятий і використовувався Жоржем Садулем. Інші історики кіно, Рене Жанн і Шарль Форд, використовували термін «перший авангард» на відміну від «другого авангарду», що виник після 1924 року.
Перший французький авангард — це та частина історії кіноавангарду, яку давно вже вважають класикою. Кінематограф став авангардистським у той момент, коли досяг своєї творчої зрілості, коли навчився, працюючи з монтажем, кадром, зображенням, розповідати історії.
— Кирило Разлогов
Термін «перший авангард» нині вживається рідко, і включає, окрім діяльності Луї Деллюка, діяльність групи його соратників — Жермена Дюлака, Абеля Ганса, Марселя Л'Ерб'є і Жан Епштейна. Проміжне положення між «кіноімпресіоністами» (представниками «першого авангарду») і режисерами «комерційного кінематографу» займали Жак де Баронселлі (фр. Jacques de Baroncelli - Javon) і Леон Пуар'є.
Імпресіоністи вважали, що кінематограф повинен розмовляти з глядачем власною мовою, використовуючи при цьому тільки йому притаманний набір виразних засобів.
Це мистецтво повинне протистояти театральному мистецтву і літературі, які залежать від слова.
Кіноімпресіоністи зробили дуже вагомий внесок в теорію і естетику кінематографу. На початку 20-х років з'явилися статті в періодичних виданнях, книги про специфіку кіномистецтва, про композицію кінообразу, про ритм в кіно.

### Авангард («другий авангард»)
Представники авангарду («другого авангарду») пішли у своїх художніх постулатах набагато далі кіноімпресіоністів. У своїй вимозі обов'язкової своєрідності виразних засобів вони дійшли до крайнощів, іноді підміняючи самими цими засобами зміст, який вони виражають.
На відміну від представників авангарду в інших галузях мистецтва, кіноавангардисти ніколи не утворювали цілісної групи (школи). Одні режисери зближувалися з авангардом, інші ж відходили від нього. Іноді режисер комерційного типу несподівано створював авангардистський твір.
Кіноавангард на відміну від авангардів в інших областях мистецтв не створив школи з певною програмою.
У зв'язку з тим, що режисери не декларували своєї приналежності до певної групи, дуже важко формувати чітку систематику діяльності кіноавангардистів. Можна говорити лише про деякі тенденції або основні принципи, що характеризують діяльність тих або інших режисерів у певний період.
Російський кінознавець Сергій Комаров у творчості представників французького авангарду виділяє наступні тенденції і течії :
- Дадаїсти — Франсіс Пікабіа, Трістан Тцара, Поль Елюар. Заклика́ли до створення алогічного мистецтва, незв'язного і наївного, як творчість дітей.

Помилкою в живопису є сюжет. Помилка кіно — сценарій. Звільнене від цього вантажу, кіно може стати гігантським мікроскопом речей, що ніколи не бачаться, ніколи не відчуваються.
- Послідовники дадаїстів і конструктивістів — Анрі Шометт, Ежен Деслав, Ман Рей. В їх творах були відсутні сюжет, і актори.
- Сюрреалісти, продовжувачі ідей дадаїстів, йдуть далі за своїх попередників у вимозі відмови від зображення реального світу. Джерело духовної активності — підсвідомість, завдання мистецтва — перетворити реальне в «надреальне».
- Представники реалістичних тенденцій — Жан Ренуар, Альберто Кавальканті, Дмитро Кірсанов, пізні роботи Жана Віго, Жана Гремійона.

Альберто Кавальканті виділяє наступні тенденції в розвитку французького кіноавангарду:
- Імпресіоністський напрям — Жермен Дюлак, Альберто Кавальканті, Жан Ренуар, Дмитро Кірсанов. Продовжувачі ідей «першого авангарду», не заперечували проти сюжету, стверджуючи проте, що кожен фільм повинен мати чітко виражену тему. Фільм повинен впливати на глядача як зорова симфонія.

Поки фільм користуватиметься літературними і театральними джерелами, з нього нічого не вийде.
- Екстремістський напрям — прибічники «чистого кіно» Анрі Шометт (старший брат Рене Клера), Фернан Леже, Франсіс Пікабіа, Рене Клер (останній — тільки в одній кінострічці). Анрі Шометт таким чином формулював теоретичні принципи «чистого кіно»: старе кіно обмежувалося простою репродукцією явищ (документальний фільм), або непрямою репродукцією, використовуючи вже існуючі видовищні моделі. Але кіно, може не лише відтворювати, але і творити. Якщо залишити осторонь реальність предметів, то на екрані з'явиться «чистий фільм».
- Сюрреалізм — Луїс Бунюель, Ман Рей. Сюрреалізм у французькому кіно проявлявся у двох формах — спокійній і різкій. Представник першої — Ман Рей, творець красивих фотографічних видінь, другий, — іспанський режисер Луїс Бунюель, що працював разом з іспанським художником Сальвадором Далі.

...кіно вже пішло помилковим шляхом. Стали фотографувати театр... «Калігарі» - перший крок до ще серйознішої помилки.
Першим фільмом нової течії прийнято вважати «Механічний балет», поставлений відомим французьким художником Фернаном Леже у 1924 році.
Найактивнішими серед авангардистів — в перший період їх діяльності — були дадаїсти. Програмним фільмом цієї групи став «Антракт», поставлений на авангардну музику Еріка Саті молодим режисером Рене Клером у тісній співдружності з Франсісом Пікабіа, Марселем Дюшаном, поруч з іншими дадаїстами і головним балетмейстером «Шведського балету» у Парижі, Жаном Бьорленом.
На окрему згадку заслуговує авангардний вклад французького композитора Еріка Саті в музичний супровід німих фільмів. Мова йде про його останній твір, музичний антракт «Cinema» з балету «Relâche» (чи «Вистава відміняється»). Під цю оркестрову музику (у живому виконанні), що само по собі вже було зухвалим експериментом, проектувався вже згаданий фільм «Антракт» Рене Клера. Написана в листопаді 1924 року, музична партитура «Cinema» є дотепним застосуванням принципу довільного числа повторів короткої музичної фрази. Цей прийом, випробуваний п'ятьма роками раніше в так званій «музиці меблів», дозволив (у виконанні великого оркестру) продовжувати кожну музичну тему рівно стільки часу, щоб цього виявилося достатнім для супроводу відповідної сцени на екрані. Крім того, своєю музикою до фільму «Антракт» Ерік Саті майже на півстоліття передбачив такий гостро-авангардний напрям у музиці, літературі, живопису і кінематографі, як мінімалізм.

### Вплив на культуру
Прийшовши до занепаду на початку 1930-х років, французький авангард зробив величезний вплив на подальшу діяльність таких майстрів світового кінематографу, як Луїс Бунюель і Жан Кокто, Ж. Віго, Рене Клер.
Наприкінці двадцятих років під впливом французького і частково німецького авангарду у Бельгії, і Голландії з'явилися короткометражки, що вирізняються високими художніми перевагами.
Французький режисер Ф. Ж. Оссанг використовував у своїх кінороботах алюзії до австрійського поета-експресіоніста Георга Тракля, а також символічні написи на стінах, що відсилають до робіт Ф. В. Мурнау, плакати популярних панк-рок-груп.

## Німецький авангард
Кіноавангард з'явився в Німеччині раніше, ніж в інших країнах — відразу ж після війни.
Першовідкривачі німецького авангарду (Вікінг Еггелінг, Ганс Ріхтер, Оскар Фішінгер, Вальтер Руттман) були художниками-абстракціоністами, тому не дивно, що починався він з «пожвавлення» абстрактних зображень.
Особливо виділився на цьому терені Оскар Фішінгер — зі своїми абстрактними, тонко і дотепно змонтованими «мультфільмами» на класичну музику (найвідоміший з яких «Учень чародія» на симфонічну поему французького композитора Поля Дюка). Майже буквальне наслідування музичного ритму і руху в цих мультфільмах таке, що часом викликає мимовільний сміх, що не має розумного пояснення. У строгому значенні слова абстрактні геометричні мультфільми Оскара Фішінгера 20-х років можна назвати мальованими кіно-балетами на музичну класику.
Ще Герман Варм, один з основоположників кіноекспресіонізму, стверджував, що «кіно - це ожилі малюнки».
У 1919 році Вікінг Еггелінг створив свої перші експериментальні фільми. Використовуючи досвід графіки, і застосовуючи ритмічне чергування тонів чорного і білого кольору, що то посилюються, то слабшають, Вікінг намагався знайти принципи образотворчого ритму. Незалежно від нього схожі досліди проробляв Ганс Ріхтер. Результатом творчих експериментів Еггелінга є «Діагональна», «Вертикальна» і «Паралельна» симфонії.
Авангардисти прийшли в кінолабораторії і почали знімати на плівку абстрактні мальовані фільми.
У 1921–1925 роках Ганс Ріхтер створює серії квадратів, що збільшуються і зменшуються, міняючи одночасно їх колір. Ці короткі стрічки він назвав «Ритм 1921», «Ритм 1923» і «Ритм 1925». Досвід Ріхтера використовували для рекламних фільмів Гвідо Зебер і Пауль Лені.

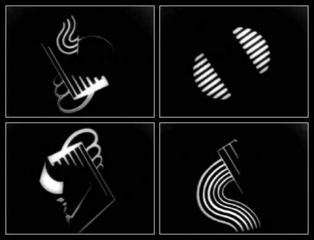
Кадр з фільму Вікінга Еггелінга «Діагональна симфонія»

У тому ж напрямі йшли пошуки і Вальтера Руттмана. Особливістю творчості Руттмана є містико-символічні тенденції його творів. Прикладом тому служить символічний кіноетюд «Сон Кримгільди».
Після 1925 року абстракціонізм у німецькому кіно перестав існувати. Помер Еггелінг, а Ганс Ріхтер почав знімати фільми звичайним методом і серйозно зайнявся питаннями теорії мистецтва кіно. Надалі Ріхтер перейшов до репортажів. Руттман став створювати документальні фільми «Білий стадіон» (1926), «Симфонія великого міста». Фільм «Симфонія великого міста» відмічений впливом школи радянського документального кіно (Вертова і Кауфмана).
У роботі Народного об'єднання на підтримку кіномистецтва брали участь Генріх Манн, Карл Фройнд, Ервін Піскатор. Німецькою лігою незалежного кіно керує Ганс Ріхтер.
З моменту свого лженародження кіно задихається під тягарем розповіді. Отже, в майбутньому — забудемо сюжет. Немає сюжету. Будь-яке звернення до літератури буде визнанням безсилля, тому що кіно не має бути підпорядковане ніякому мистецтву. — де Жарвіль

## Кіноавангард у радянському кіно
Кіноавангард в радянському кінематографі вирізнявся різноплановістю своїх художніх пошуків, передусім наративних форм і конструкцій кінообразу, характерними рисами яких є деформації кінопростору та прискорення екранного часу.
Основні тенденції в розвитку радянського кіноавангарду:
- Документальне кіно — Дзига Вертов, Михайло Кауфман.
- Ігрове кіно — ФЕКС, фільми Григорія Козінцева и Леоніда Трауберга. Характерною особливістю є значний вплив театру.
- Політично ангажований кінематограф — Сергій Ейзенштейн, Олександр Довженко, Лев Кулєшов.
- Наукове кіно — Володимир Кобрин.

Дух кінематографу завжди випереджатиме його техніку. Деякі, відмітивши це явище, зробили висновок про існування деякого авангарду в кіно і звели проблему до дрібної дискусії про школи і про боротьбу самолюбивостей. Вони не бачать, ці недалекі люди, що усе кіно, вірніше, все те, що може у кіно йти в залік, є авангардом, бо усі ми, «люди кіно», прагнемо до його прогресу.— Рене Клер(рос.)
«Авангард» шукав емоції, пафос, ритм в способах чисто кінематографічних незалежно від літератури і театру.

## Бельгійський авангард
Представником авангарду в Бельгії був журналіст Шарль Декейкелер, кінокритик брюссельської газети «Дерньє нувель». У 1927 році він зняв фільм «Бокс», кінематографічний еквівалент вірша Поля Бері, що описав напружену атмосферу сутички на рингу. Особливістю фільму було контрастне використання позитивних і негативних кадрів для досягнення драматичного ефекту.
Деякі убачали в «Боксі» вплив репортажного стилю Вальтера Руттмана з «Симфонії великого міста».

## Голландський авангард
У Голландії в 1928 році фільмом про сталевий міст, що сполучає береги Мези, дебютував Йоріс Івенс. Він починав з позицій, близьких формалістичному авангарду («Міст»). Але надалі він знімав фільми на соціальну тематику. Івенс був засновником Ліги кіно, яка запрошувала на доповіді в Амстердам Ейзенштейна і Пудовкіна.

## Американський авангард
Як течія, що склалася, «Авангард» (чи щось подібне) в Голлівуді був відсутній, але окремі роботи, створені в цьому плані, були.
До Другої світової війни у США було декілька режисерів, що знімали авангардні фільми і що працювали, в основному, самостійно. Як приклад американського авангарду, Сергій Комаров приводить два фільми Джемса Крюзе («Жебрак у сідлі фортуни» і «Голлівуд»), що вийшли на екрани у 1923–1925 роках. В цей період Джеймс Вотсон Сіблей і Мелвілл Веббер зняли фільми «Падіння Дому Ешерів» (1928), і «Лот в Содомі» (1933). Впливом європейського авангарду відмічена також творчість Гарі Сміта, Мері Елен Бут, і Крістофера Янга.
У 1925 році, коли до Америки переселилося багато режисерів і оператори з Німеччини і Швеції, європейські впливи в області нових виразних засобів помітно посилюються. З'являються цікаві твори, (...) але вважати їх новаторськими роботами чисто американського походження дуже важко.
У 1943 році Майя Дерен знімає фільм «Мережі полудня», фільм вплинув на подальший розвиток американського авангарду. Творчий почерк Майї Дерен був пов'язаний з образотворчими і кінематографічними експериментами сюрреалістів, Жана Кокто, і передбачив появу американського андерграунда. У 1986 році Американський кіноінститут заснував премію імені Майї Дерен.
Далі були фільми Кеннета Енгера, Ширлі Кларк, Вілларда Мааса, Марі Менкен, Кертіса Гаррінгтона і Сідні Петерсона. Примітно, що багато хто з цих режисерів був першими студентами, що освоювали університетські програми присвячені кінематографу, навчальних закладів Лос-Анджелеса і Нью-Йорка. У 1946 році Френк Стауффахер запускає «Мистецтво в кіно», серію експериментальних фільмів в Сан-Франциському Музеї сучасного мистецтва (англ. San Francisco Museum of Modern Art).